# Brønshøj (parochie)
Brønshøj is een parochie van de Deense Volkskerk in de Deense gemeente Kopenhagen. De parochie maakt deel uit van het bisdom Kopenhagen en telt 6216 kerkleden op een bevolking van 8486 (2004). De parochie werd tot 1970 gerekend onder Sokkelund Herred.
Brønshøj is een van de oudste parochies binnen de gemeente Kopenhagen. De kleine parochiekerk dateert uit het einde van de 12e eeuw. Meer dan 15 parochies binnen Kopenhagen zijn in de loop der eeuwen afgesplitst van Brønshøj. 

Aaker · Aalholm · Absalons · Advent · Aldersro · Allehelgens · Allinge-Sandvig · Anna · Ansgar · Apostelkirkens · Bellahøj · Bethlehem · Bispebjerg · Blågårdens · Bodilsker · Brønshøj · Christian · Christiansø · Davids · De Gamles Bys · Dragør · Elias · Emdrup · Enghave · Filip · Flintholm · Fredens-Nazaret · Frederiks · Frederiksberg · Frederiksberg Slotssogn · Frihavns · Garnisons · Gethsemane · Godthaab · Grøndals · Gudhjem · Hans Egedes · Hasle · Helligånds · Højdevang · Holmens · Husum · Husumvold · Hyltebjerg · Ibsker · Islands Brygges · Johannes Døbers · Kapernaums · Kastel · Kastrup · Kildevælds · Kingo-Samuel · Kingos · Klemensker · Knudsker · Korsvejens · Kristkirkens · Lindevang · Lundehus · Margrethe · Maria · Mariendal · Nathanaels · Nexø · Nyker · Nylarsker · Olsker · Østerlarsker · Østermarie · Østervold · Pedersker · Poulsker · Rø · Rønne · Rosenvænget · Rutsker · Samuels · Sankt Andreas · Sankt Jakobs · Sankt Johannes · Sankt Lukas · Sankt Markus · Sankt Matthæus · Sankt Pauls · Sankt Stefans · Sankt Thomas · Simeons · Simon Peter · Sion · Skelgårds · Solbjerg · Solvang · Store Magleby · Sundby · Sundkirkens · Svaneke · Sydhavn · Tagensbo · Tårnby · Timotheus · Tingbjerg · Trinitatis · Utterslev · Valby · Vanløse · Vesterbro · Vestermarie · Vigerslev · Vor Frelsers · Vor Frue